# 麦克法兰熊
麦克法兰熊（英语：MacFarlane's bear）是一种发现于加拿大西北地区被认为已经灭绝的熊类。1864年，因纽特猎人猎杀了一只巨型黄色熊，并将毛皮和骨头交给了位于哈德逊湾公司安德森河的博物学家罗德里克·麦克法兰（Roderick MacFarlane）。麦克法兰之后将毛皮和骨头运送到史密森尼学会，然而这些遗骸却被遗忘在仓库中。最终，克林顿·哈特·梅里厄姆博士发现遗骸，经过研究，他认为这并非是一头棕熊，而是一个未被记录的熊类。1918年，克林顿·哈特·梅里厄姆博士将遗骸描述为一个新的物种和属，Vetularctos inopinatus，称其为“古老且意外的熊”（ancient unexpected bear）。
除去未经证实的目击外，自1864年获得标本以来，麦克法兰熊已无任何实物证据，因此被认为可能已经灭绝。关于麦克法兰熊的真身有许多理论，包括灰北极熊或是更新世幸存的巨型短面熊。